# Ravindra Prabhat
Ravindra Prabhat (5. travnja 1969.) je hindski pjesnik, znanstvenik, publicist, romanopisac i pisac kratkih priča iz Indije.

## Vanjske poveznice
- Kratak uvod Ravindra Prabhat  Arhivirana inačica izvorne stranice od 14. svibnja 2013. (Wayback Machine)
- Scolar  Arhivirana inačica izvorne stranice od 11. studenoga 2013. (Wayback Machine)
- Virtualna međunarodno tijelo datoteka  Arhivirana inačica izvorne stranice od 29. ožujka 2013. (Wayback Machine)
- Kongresne knjižnice File Name Authority

|  | Zajednički poslužitelj ima još gradiva o temi Ravindra Prabhat |